# Halderberge
Halderberge (phát âmⓘ) là một đô thị ở phía nam Hà Lan.

## Các trung tâm dân cư
- Oudenbosch (dân số: 13.110)
- Hoeven (6.560)
- Oud Gastel (6.360)
- Bosschenhoofd (2.180)
- Stampersgat (1.330)